# Aneta Gawkowska
Aneta Gawkowska (ur. 1972) – polska kulturoznawczyni i socjolożka, dziekan Wydziału Stosowanych Nauk Społecznych i Resocjalizacji Uniwersytetu Warszawskiego (2020–2024).

## Życiorys
Aneta Gawkowska w 1994 uzyskała tytuł licencjata w Nauczycielskim Kolegium Języka Angielskiego białostockiej filii Uniwersytetu Warszawskiego. Dwa lata później w Ośrodku Studiów Amerykańskich UW uzyskała tytuł magistra kulturoznawstwa, specjalność: polityka amerykańska. W 2001 doktoryzowała się w zakresie socjologii w Instytucie Filozofii i Socjologii Polskiej Akademii Nauk na podstawie dysertacji Taking Community Seriously? Communitarian Critiques of Liberalism (promotor – Włodzimierz Wesołowski). Habilitowała się w 2015 w dyscyplinie socjologii na UW, przedstawiając monografię Skandal i ekstaza. Nowy Feminizm na tle koncepcji pojednania według Jana Pawła II.
Jej zainteresowania naukowe obejmują teorie socjologiczne i filozofię społeczno-polityczną, zagadnienia nowego feminizmu, teologię ciała, wspólnotowości i pojednania. W 2020 doktorat pod jej kierunkiem obroniła Julia Maria Koszewska.
Zawodowo związana z Katedrą Socjologii i Antropologii Obyczajów i Prawa Wydziału Stosowanych Nauk Społecznych i Resocjalizacji UW. Prodziekan ds. naukowo-badawczych od 2016 do 2019. Dziekan WSNSiR w kadencji 2020–2024. Wykładała także w Collegium Civitas w Warszawie. Stypendystka Instytutu Nauk o Człowieku w Wiedniu oraz Uniwersytetu Notre Dame.

## Publikacje książkowe
- Biorąc wspólnotę poważnie? Komunitarystyczne krytyki liberalizmu, Warszawa : IFiS PAN, 2004, ISBN 83-7388-052-6.
- Taking Community Seriously? Communitarian Critiques of Liberalism, Warszawa : Wydawnictwa Uniwersytetu Warszawskiego, 2011, ISBN 978-83-235-0727-7.
- Skandal i ekstaza. Nowy Feminizm na tle koncepcji pojednania według Jana Pawła II, Warszawa : Wydawnictwa Uniwersytetu Warszawskiego, 2015, ISBN 978-83-235-1679-8.